# Nemo equipment
NEMO Equipment, Inc. — компанія, що розташована у Довері (штат Нью-Гемпшир, США), займається розробкою та виготовленням туристичного спорядження, тентів та наметів. Заснована 2002 року Кемом Бренсінгером під час навчання на факультеті промислового дизайну в приватній художній школі Род-Айленда.

## Історія створення
2004 року на виставковому ринку «Summer Market Outdoor Retailer» у Солт-Лейк-Сіті компанія NEMO представила свою першу лінійку з рюкзаків та альпіністських наметів. Через кілька місяців Nemo виграла премію ISPO BrandNew 2005 року у Мюнхені, Німеччина.
2005 роцку продукцію компанії визнано однією з найкращих винаходів року журналом Тайм, Reader's Digest,, Men's Journal, and Popular Science.. NEMO кілька разів отримував перемогу на міжнародному конкурсі промислового та графічного дизайну Good Design Awards від Chicago Athenaeum, почесну відзнаку за кращий дизайн від I.D.magazine та премії від Business 2.0 та Frog Design.
Намети NEMO також отримали численні відзнаки від природничих видань, зокрема за «Найкращий намет для альпінізму» від Backpacker's 2008 року.

## Дизайнерські відмінності
Компанія Nemo найбільш відома своєю технологічною розробкою AirSupported, яка використовує повітряні промені низького тиску замість традиційних алюмінієвих дуг для намету. NEMO співпрацював з Інститутом NASA над його проектом Extreme eXPeditionary Architecture (EXP-Arch) для створення концепцій наметів на основі високомобільних, швидкорозгортаючих та висувних архітектурних систем.